# Biffontaine
Biffontaine ist eine französische Gemeinde mit 393 Einwohnern (1. Januar 2022) im Département Vosges in der Region Grand Est (bis 2015 Lothringen). Sie gehört zum Arrondissement Saint-Dié-des-Vosges und zum Gemeindeverband Saint-Dié-des-Vosges.

## Geografie
Die Gemeinde Biffontaine liegt am Oberlauf des Flusses Neuné, einem Nebenfluss der Vologne, etwa 18 Kilometer südwestlich der Stadt Saint-Dié-des-Vosges. Nachbargemeinden von Biffontaine sind Bois-de-Champ im Norden, La Houssière im Osten, La Chapelle-devant-Bruyères im Süden, Les Poulières im Südwesten sowie Belmont-sur-Buttant im Nordwesten.
Im Gemeindegebiet von Biffontaine teilt sich der Fluss Neuné aufgrund des niedrigen Gefälles in mehrere Flussarme, die sich wenige Kilometer flussabwärts wieder vereinigen. Der Norden der Gemeinde ist bewaldet (Forêt Communale de Biffontaine) und stark gegliedert. Einige Erhebungen erreichen über 590 m Meereshöhe. Zu diesen gehören:
| - Tête de la Louvière 625 m - Col de la Croisette 623 m - Tête du Bacon 605 m - Tête de Chétimont 608 m - Tête du Poly 598 m |

Den höchsten Punkt in der Gemeinde mit 662 m bildet eine namenlose Erhebung im Nordosten an der Grenze zur Gemeinde La Houssière.
Zur 8,88 km² großen Gemeinde Biffontaine gehören die Ortsteile L’Épaxe und Les Censes des Arbois. 

## Geschichte
Während des Ancien Régime lag Biffontaine und seine Umgebung im Einflussgebiet der Pfarrei von Champ-le-Duc als Teil des Kapitels Remiremont, deren Stiftsdamen Steuern erhoben. Die Kirche St. Antonius (Église Saint-Antoine) wurde in der zweiten Hälfte des 18. Jahrhunderts anstelle eines baufälligen Vorgängerbaues errichtet. Sie enthält eine Orgel aus dem Jahr 1853 und erhielt 1931 einen Anbau. Aus dem 18. Jahrhundert stammt auch ein Kalvarienberg unmittelbar neben der heutigen Kirche.
Biffontaine erhielt 1876 einen Eisenbahnanschluss an der Bahnlinie von Épinal nach Saint-Dié-des-Vosges.
Im Oktober 1944 fanden zwischen Biffontaine und Bruyères schwere Kämpfe zwischen den vorrückenden amerikanischen Truppen und der deutschen Wehrmacht statt. Auf amerikanischer Seite operierte das 442. Infanterie-Regiment und das 100. Infanterie-Bataillon mit vielen hawaiischen Soldaten japanischer Herkunft.

### Bevölkerungsentwicklung
| Jahr      | 1962 | 1968 | 1975 | 1982 | 1990 | 1999 | 2006 | 2013 | 2021 |
| Einwohner | 395  | 376  | 353  | 308  | 393  | 399  | 435  | 426  | 394  |

Im Jahr 1881 wurde mit 647 Bewohnern die bisher höchste Einwohnerzahl ermittelt. Die Zahlen basieren auf den Daten von cassini.ehess und INSEE.

## Sehenswürdigkeiten

Kirche St. Antonius in Biffontaine
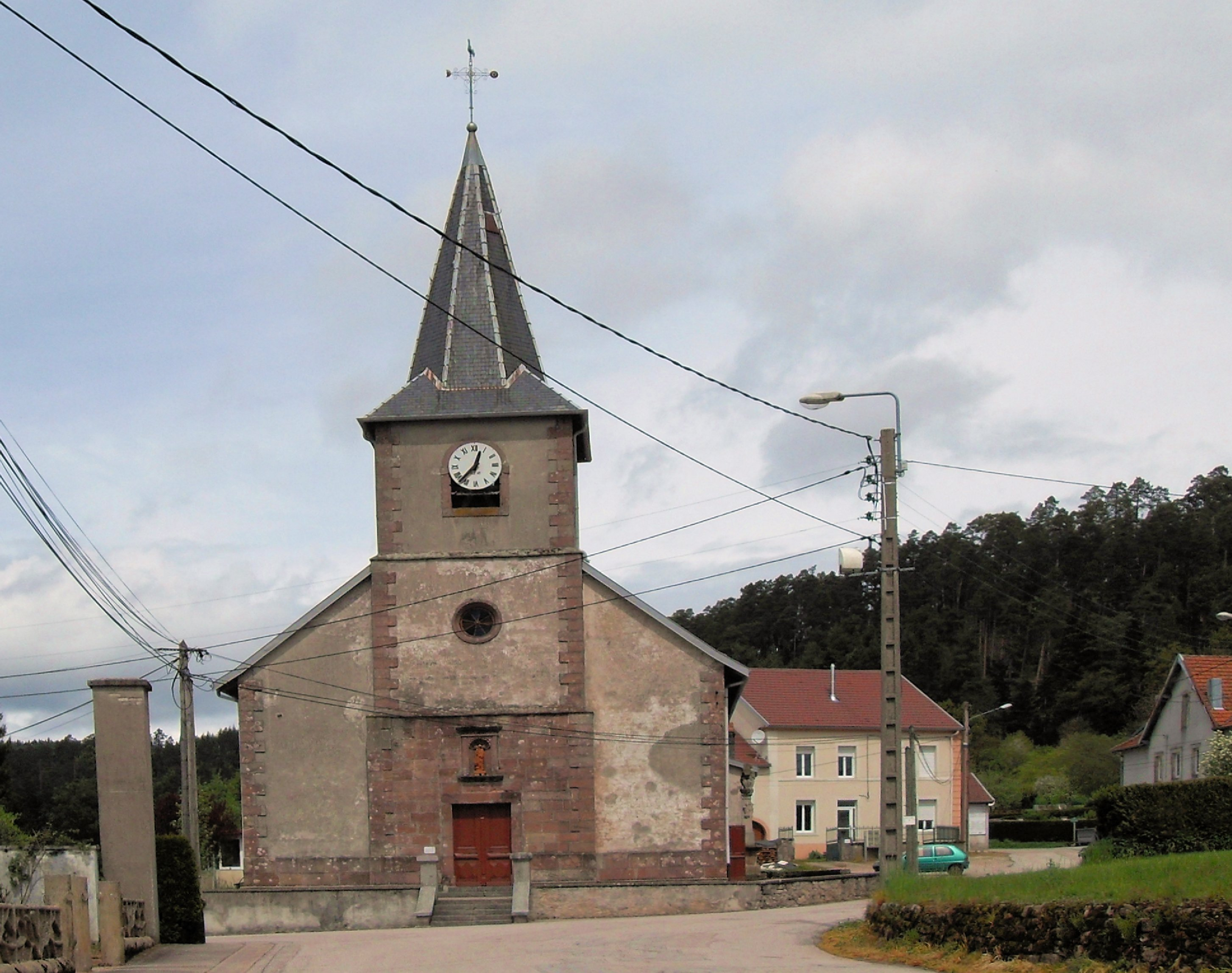
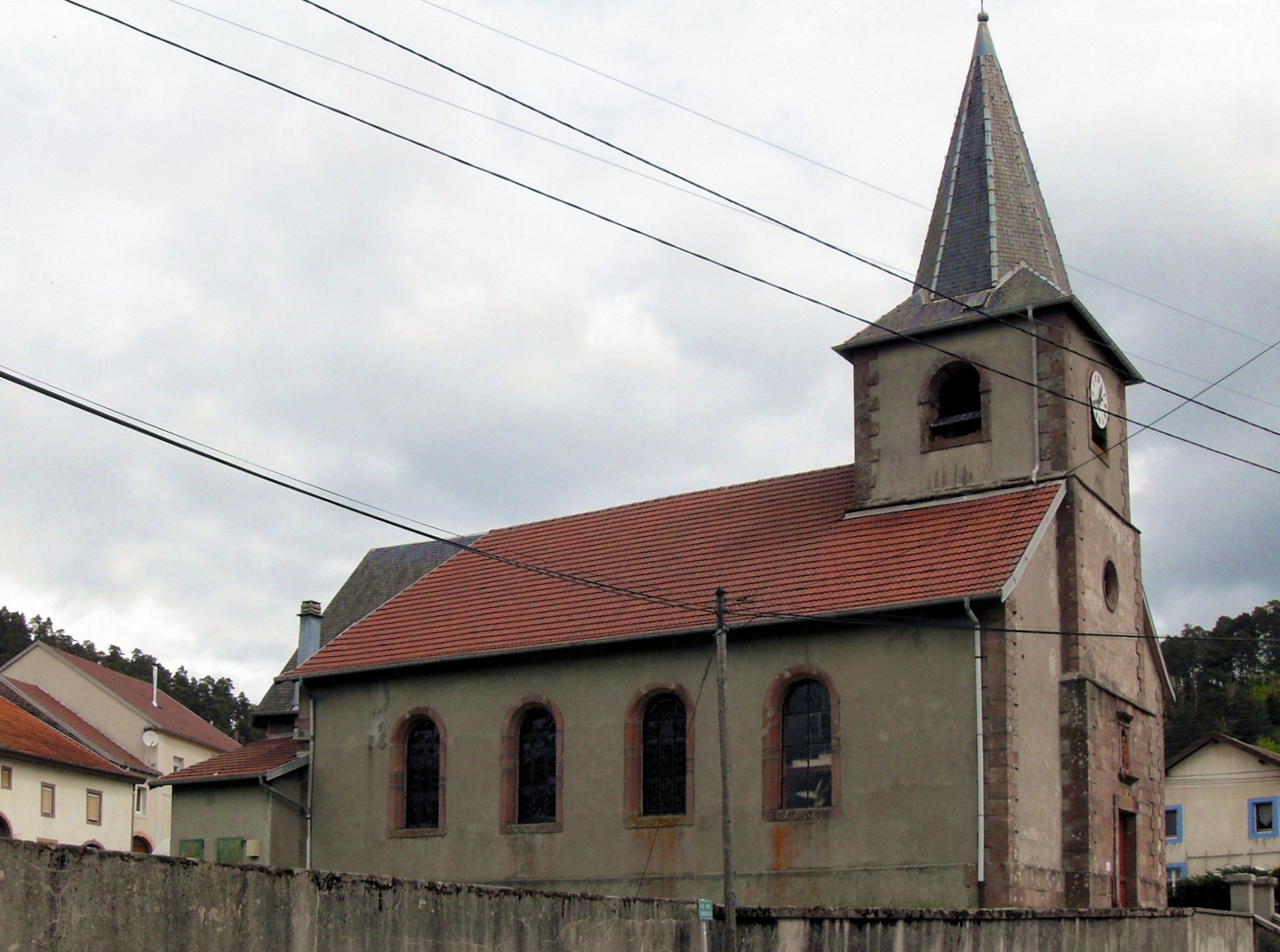

## Wirtschaft und Infrastruktur
In der Gemeinde Biffontaine sind noch fünf Landwirtschaftsbetriebe ansässig (Gemüse- und Kartoffelanbau, Milchwirtschaft, Rinderzucht). Daneben spielen Handwerk und Tourismus eine zunehmende Rolle.
Die Hauptstraße in der Gemeinde verbindet als Départementsstraße D 31 Biffontaine mit den Kleinstädten Bruyères und Corcieux. Nach Norden führt eine Nebenstraße nach Les Rouges-Eaux im oberen Mortagnetal. 21 Kilometer nordöstlich von Biffontaine besteht ein Anschluss an die autobahnartig ausgebaute RN 59 von Saint-Dié-des-Vosges nach Lunéville.

## Belege
1. ↑  Biffontaine auf cassini.ehess
2. ↑  Biffontaine auf INSEE
3. ↑  Landwirtschaftsbetriebe auf annuaire-mairie.fr (französisch)